# Frälsningsarméns sångbok (1943)
Frälsningsarméns sångbok 1943 trycktes på Stridsropets Tryckeri 1943. Okänt om det är första utgåvan av versionen eller samma som en tidigare version, dock är efterföljande upplagor annorlunda till innehåll. Efter varje psalm anges i utgåvan tidigare utgåvors psalmnummer, här noterat som: (fd XXX). För melodin hänvisas till en numrering i "MJ", vilket är förkortningen av MusikJournal som Musik till Frälsningsarméns sångbok 1945 kallades. De hänvisningar som anges med "Festm" eller "FM" syftar på den tidigare utgivna musiksamlingen, nr 1, som från början hette "Festmusik".

## Frälsningssånger
- 95 Till de renas och heligas hemland vi tåga (fd 493)

## Speciella sånger

### Speciella sånger, Långfredag
- 521 På sitt kors på Golgata Jesus dog för dig och mig (fd 518, MJ 79)

## Begynnelse och avslutningssånger
- 589 Så tag nu mina händer (fd 589, Festm 176,5 D-dur)

## Indelning
- 1
  - 1.1
  - 1.2
  - 1.3 Det kristna livet
    - 1.3.1 Andakt och bön
    - 1.3.2 Jubel och tacksägelse
    - 1.3.3 Erfarenhet och vittnesbörd

  - 1.4 Strid och verksamhet
    - 1.4.1 Kamp och seger
    - 1.4.2 Mission

  - 1.5 Evighetshoppet
  - 1.6 Högtider
    - 1.6.1 Advent
    - 1.6.2 Jul
    - 1.6.3 Passionstid
    - 1.6.4 Påsk
    - 1.6.5 Kristi himmelsfärd
    - 1.6.6 Pingst
    - 1.6.7 Alla helgons dag

  - 1.7 Speciella sånger
    - 1.7.1 Årsskifte
    - 1.7.2 Årstiderna
    - 1.7.3 Morgon och afton
    - 1.7.4 Årshögtid
    - 1.7.5 Farväl
    - 1.7.6 Lokalinvigning
    - 1.7.7 Bröllop
    - 1.7.8 Barninvigning
    - 1.7.9 Hemmet
    - 1.7.10 Land och folk

  - 1.8 Barn Och Ungdom
  - 1.9
- 2 Körer
  - 2.1 Bön
  - 2.2 Frälsning
  - 2.3 Helgelse
  - 2.4 Jubel, strid och erfarenhet